# Courant d'Arcturus
Le courant d'Arcturus ou groupe mouvant d'Arcturus est un courant stellaire ou groupe mouvant d'étoiles découvert par Olin J. Eggen en 1971. Il comprend 53 étoiles se déplaçant à une vitesse spatiale de V ≃ −100 km/s, incluant la brillante Arcturus. Un grand nombre de ses étoiles partagent un mouvement propre similaire et elles apparaissent donc être physiquement associées,.
Le courant d'Arcturus n'est pas situé dans le plan de la Voie lactée, et il a été proposé qu'il s'agirait d'un vestige d'une ancienne galaxie satellite naine, qui aurait été disloquée depuis longtemps puis assimilée à la Voie lactée. Ses étoiles sont vieilles et pauvres en éléments lourds. Cependant, Bensby et ses collègues n'ont pas trouvé de différence entre la composition chimique des étoiles du courant et celle des étoiles naines de type F et G du voisinage solaire, suggérant une origine intragalactique plutôt qu'extragalactique au courant d'Arcturus. Un hypothèse expliquant l'apparition du courant est qu'il pourrait s'être formé d'une manière similaire au groupe d'Hercule (en), par l'action d'une résonance externe de Lindblad avec la barre galactique. Cependant, il n'est pas encore bien établi comment ce phénomène pourrait produire une surdensité d'étoiles dans le disque épais. Une étude de 2019 montre que les membres du courant d'Arcturus présentent une grande diversité de compositions chimiques, indiquant qu'il n'est pas issu de la dissolution d'un amas ouvert, mais qu'il pourrait s'être formé à l'intérieur de la Voie lactée par l'influence de perturbations externes, comme un événement de fusion galactique.
Outre Arcturus, on peut citer comme autres membres du courant la géante rouge Kappa Gruis et les géantes de type M 27 Cancri, Alpha Vulpeculae et RT Hydrae.